# Faustabryna
Faustabryna is een kevergeslacht uit de familie van de boktorren (Cerambycidae). De wetenschappelijke naam van het geslacht werd voor het eerst geldig gepubliceerd in 1961 door Breuning.

## Soorten
Faustabryna omvat de volgende soorten:
- Faustabryna fausta (Newman, 1842)
- Faustabryna lumawigi (Breuning, 1980)
- Faustabryna lumawigi (Hüdepohl, 1990)
- Faustabryna metallica (Breuning, 1938)
- Faustabryna vivesi (Breuning, 1981)